# 21 Camelopardalis
21 Camelopardalis, som är stjärnans Flamsteed-beteckning, är en ensam stjärna i den sydvästra delen av stjärnbilden Giraffen. Den har en genomsnittlig skenbar magnitud på ca 6,87 och kräver åtminstone en handkikare för att kunna observeras. Den är en av de svagare stjärnorna med en Flamsteed-beteckning och en av endast 220 under nedre gränsen för Bright Star-katalogen. Baserat på parallaxmätning inom Hipparcosuppdraget på ca 5,0 mas, beräknas den befinna sig på ett avstånd på ca 650 ljusår (ca 199 parsek) från solen. Den rör sig närmare solen med en heliocentrisk radialhastighet på ca -16 km/s.

## Egenskaper
21 Camelopardalis är en blå till vit stjärna av spektralklass A5 utan publicerad ljusstyrka. Den behandlas som en vanlig stjärna i huvudserien, även om den beräknas vara större och mer lysande än en typisk A5-huvudseriestjärna. Den har en radie som är ca 3 solradier och utsänder ca 36 gånger mera energi än solen från dess fotosfär vid en effektiv temperatur på ca 7 600 K.
Baserat på förändringar i dess egenrörelse över tid är 21 Camelopardalis troligen en astrometrisk dubbelstjärna.